# Бутырки (Чаплыгинский район)
Буты́рки — деревня Ведновского сельсовета Чаплыгинского района Липецкой области.
По документам известны с 1859 года.
Название — от слова бутырки — селитьба, отделенная от общего поселения, дом на отшибе.
В деревне родился Герой Советского Союза Фёдор Тюнин.

## Население
| 1859 | 1897 | 1906 | 2010 |
| ---- | ---- | ---- | ---- |
| 435  | ↗517 | ↗707 | ↘11  |